# Gateway (azienda)
Gateway (in precedenza  Gateway 2000) è un'azienda statunitense produttore di hardware con sede in Irvine (California), USA.
Sviluppa, produce, supporta e commercia un'ampia gamma di PC, monitor, server e accessori per computer.

## Storia

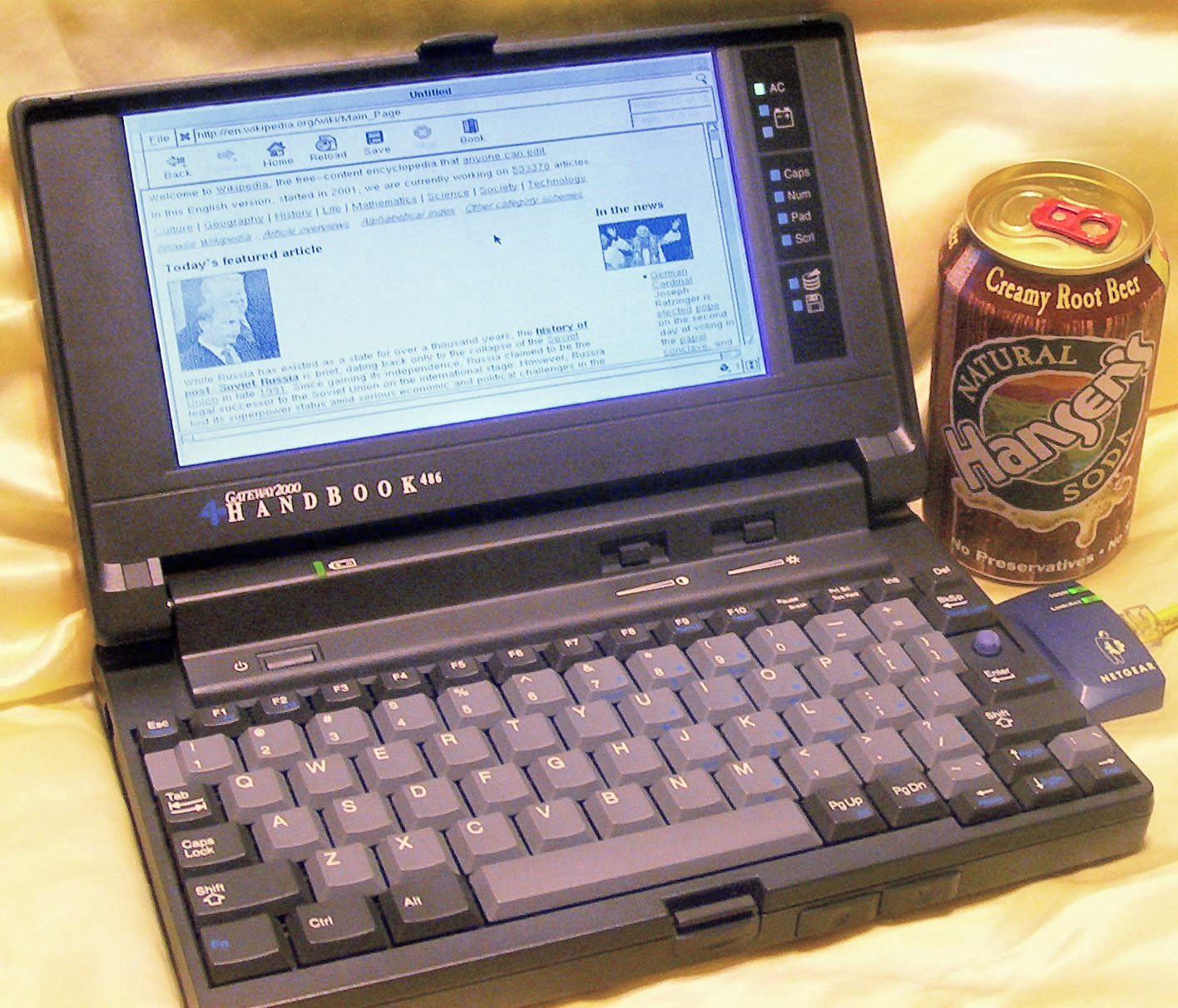
Gateway HandBook 486 (1992)

L'azienda venne fondata il 5 settembre 1985 in una fattoria nei pressi di Sioux City, Iowa, da Ted Waitt e Mike Hammond. Nel corso della sua attività realizzò alcune acquisizioni come quello della Commodore International nel 1996 e della taiwanese EMachines nel 2004, azienda specializzata nelle telecomunicazioni, oltre che nella produzione di PC e computer portatili a basso costo.
Dall'ottobre 2007 è parte del gruppo taiwanese Acer, che successivamente ha acquistato anche Packard Bell.